# アンドロメダ座オメガ星
アンドロメダ座ω星（アンドロメダざオメガせい、ω Andromedae、ω And）は、アンドロメダ座の方角に約93光年離れた位置にある連星系である。19世紀から多重星として知られてきたが、中心の5等星が特徴の似た2つの恒星からなる連星であることがわかってきた。

## 位置
アンドロメダ座ω星は、アンドロメダ銀河の北東およそ9度の位置にみられる。アンドロメダ座の中では目立つ恒星ではないが、見かけの等級は肉眼でみえる明るさの4.83である。ガイア衛星が測定した年周視差に基づいて、太陽系からの距離を計算すると、約93.3光年である。

## 星系

### 重星
アンドロメダ座ω星は、重星カタログにおいてAからDの4つの恒星が分解できる多重星とされている。発見したのはいずれもシャーバーン・バーナムで、1872年に離角が5秒のCとDの二重星がアンドロメダ座ω星から2分離れた位置にあることを発見、1881年にアンドロメダ座ω星から2秒離れた位置にBを発見した。CとDはいずれも10等星で、当初からアンドロメダ座ω星 (A) とは見かけ上の関係と考えられていた。Bは12等星で、アンドロメダ座&omega星 (A) とは長周期連星とする見方と、見かけ上の関係とする見方がある。

### 連星
アンドロメダ座ω星 (A) が、視覚的に分離できない連星であることが、2010年代になって明らかになってきた。
元々、アンドロメダ座ω星のスペクトル型は、F型準巨星であるとみられていた。絶対等級が、主系列星である場合より4分の3等級程明るかったからである。しかし、後発の分類では主系列星とされ、また、絶対等級の明るさは単独星でないことで説明できる、という主張もあった。
アンドロメダ座ω星のスペクトルは、連星であることを示す吸収線の二重の谷や、視線速度の変化はみられなかった。ただし、吸収線の輪郭には、単独成分の場合と一致しないくぼみがみられた。その後、オート＝プロヴァンス天文台の91cm望遠鏡による高分散分光観測を重点的に行った結果、吸収線の輪郭にみられるくぼみは、幅の広い2本の吸収線が重なり合った結果と考えるのが妥当との結論に至り、アンドロメダ座ω星のスペクトルは、2つの恒星が合わさったものと考えられるようになった。更に、ウィルソン山天文台の光学干渉計による観測から、連星の離角と方位角及びその時間変化を推定した結果、連星であることは確実となった。
アンドロメダ座ω星 (A) 系を形成する2つの恒星は、スペクトル型がF3 VとF5 Vというよく似たF型主系列星と考えられる。公転周期は約255日で、質量は大きい方が太陽の9割から太陽程度、小さい方が太陽の8割から9割程度と推定される。

## 運動星団
アンドロメダ座ω星は、オリン・エッゲンによってヒアデス運動星団の一員であるとされ、輝星星表にもそう記載されている。しかしその後、アンドロメダ座ω星の空間速度に、ヒアデス運動星団とのずれがみつかり、この関係は疑わしいとされ、ヒッパルコス衛星の観測結果を受けたヒアデス運動星団の構成星の一覧には、アンドロメダ座ω星は記載されていない。